# Raisz Ervin
Raisz Ervin (Lőcse, 1893. március 1. – Bangkok, 1968. december 1.) felvidéki származású amerikai térképész, egyetemi tanár.

## Életpályája
1910-ben érettségizett Makón, az Állami Főgimnáziumban. Építőmérnöki és építészmérnöki diplomáját 1914-ben szerezte meg a Budapesti Műszaki és Gazdaságtudományi Egyetemen.
Az első világháború alatt a hadseregben szolgált, majd 1923-ban New Yorkba emigrált. Az Ohman térképgyárnak dolgozott, miközben 1929-ben a Columbia Egyetemen doktorált. Még diákként kartográfiai kurzust tartott, az egyik első ilyen kurzust az Egyesült Államokban.
1931-től térképészetet tanított a Harvard Egyetem Földrajzi Kutatóintézetében, és 20 évig a térképgyűjtemény kurátora is volt. Jelentős eredményeket ért el a kézzel rajzolt tollal és tintával készült technikák alkalmazásával, amelyeket ebben az időszakban nagyrészt felváltottak a fotó-mechanikus eljárások és az írás. Kézzel rajzolt térképei és grafikái jellegzetes, egyedi megjelenésűek voltak.
Ő volt az első angol nyelvű térképészeti tankönyv, az Általános térképészet (1938) szerzője.
Leginkább fiziográfiai térképeiről ismert, amelyek a domborzati formákat „ortoapszidális” Armadillo vetülete (lényegében az izometrikus vetület kis méretű változata) segítségével írják le. A kontinensekre, nemzetekre és államokra készített művek szilárd alapanyagot képeznek, amelyek ma is használatosak. A családja által működtetett Raisz Landform Maps továbbra is kiadja munkáinak nagy részét.
Munkája miatt sokat utazott, és 1968. december 1-jén halt meg Bangkokban, útban az Újdelhiben megrendezett 11. Nemzetközi Földrajzi Kongresszuson tartott előadásra.

## Fordítás
- Ez a szócikk részben vagy egészben  az   Erwin Raisz című angol Wikipédia-szócikk ezen változatának fordításán alapul.  Az eredeti cikk szerkesztőit annak laptörténete sorolja fel. Ez a jelzés csupán a megfogalmazás eredetét és a szerzői jogokat jelzi, nem szolgál a cikkben szereplő információk forrásmegjelöléseként.